# Розумники (фільм)
«Розумники» (англ. Smart People) — художній фільм 2008 року.

## Зміст
Високоосвічений і надміру зарозумілий професор літератури університету Джорджтауна раптово виявляє, що абсолютно не приділяє часу своїм дітям і дуже заклопотаний своєю роботою. Для нього також відкриття, що його ж студенти тихо його ненавидять, і шансів на те, що його оберуть деканом, практично немає. Та все змінюється, коли він закохується у свою колишню студентку.

## Ролі
- Денніс Квейд — Лоуренс Везерголд
- Сара Джессіка Паркер — Дженет Гартіган
- Томас Гейден Черч — Чак Везерголд
- Еллен Пейдж — Ванесса Везерголд
- Ештон Голмс — Джеймс Везерголд
- Крістін Лагті — Ненсі
- Камілла Мана — Міссі Чин
- Девід Денман — Вільям